# Саад Мохамед Саад Аль-Кубейсі
Саад Мохамед Саад Аль-Кубейсі (араб. سعادة السيد سعد محمد الكبيسي) (англ. Saad Mohamed Saad Al-Kobaisi) — катарський дипломат. Надзвичайний і Повноважний Посол Держави Катар в Україні за сумісництвом (2006—2009). 

## Життєпис
У 1992—1996 рр. — Надзвичайний і Повноважний Посол Держави Катар в Туреччині.
У 1997—2000 рр. — Надзвичайний і Повноважний Посол Держави Катар в США. 14 травня 1997 року вручив вірчі грамоти Президенту США Біллу Клінтону.
У 2003—2009 рр. — Надзвичайний і Повноважний Посол Держави Катар в РФ. 13 жовтня 2003 року вручив вірчі грамоти Президенту РФ Путіну.
У 2006—2009 рр. — Надзвичайний і Повноважний Посол Держави Катар в Україні за сумісництвом. 
У 2011—2016 рр. — Надзвичайний і Повноважний Посол Держави Катар у Румунії.